# Christa Röber
Christa Röber (* 1946 in Bad Rothenfelde) ist eine deutsche Erziehungswissenschaftlerin und Sprachdidakterin. Sie war Professorin für Grundschulpädagogik mit dem Schwerpunkt 'Sprachlicher Anfangsunterricht'  an der PH Freiburg und ist derzeit assoziierte Professorin am Deutschen Seminar (germanistische Linguistik) der Universität Freiburg.

## Biografie
Röber besuchte von 1966 bis 1969 die PH Osnabrück. Sie schloss ihr Studium mit dem Lehrerexamen ab. 1972 bis 1976 unterbrach sie ihre Tätigkeit als Lehrerin für die Mitarbeit in dem didaktischen Projekt an der Universität Osnabrück und erwarb in dieser Zeit ihr Diplom in Erziehungswissenschaft. Es folgte eine Tätigkeit als Lehrerin an der Laborschule Bielefeld. 1978 bis 1990 arbeitete sie hauptsächlich mit Kindern aus Zuwandererfamilien sowohl in Vorbereitungs- als auch in Regelklassen in Osnabrück. Unterbrochen wurde diese Phase durch die Tätigkeit als Schulfachliche Mitarbeiterin im niedersächsischen Kultusministerium, Dezernat Ausländische Schüler, durch die fünfjährige Leitung von zweijährigen Lehrerfortbildungskursen für LehrerInnen, die ausländische Schüler unterrichteten (nieders. BLK-Projekt), sowie durch die Tätigkeit als Lehrbeauftragte an den Universitäten Osnabrück, Bremen und Dortmund. 1990 wurde sie Wissenschaftliche Mitarbeiterin an der Universität Bielefeld, Fakultät für Erziehungswissenschaft, wo sie 1994 mit dem Thema "Zur Spannung zwischen offenem und gelenktem Unterricht. Zur Problematik eines offenen Unterrichts zum Schriftspracherwerb" promoviert wurde. 1994 bis 1995 übernahm sie eine Vertretungsprofessur am Institut für die Didaktik der Sprachen an der Universität Hamburg und war 1995 bis 1996 Wissenschaftliche Mitarbeiterin in der Germanistik an der Universität/Gesamthochschule Paderborn.
1996 erhielt sie einen Ruf als Professorin für Grundschulpädagogik, Schwerpunkt Sprachlicher Anfangsunterricht, an der PH Freiburg. Dort übernahm sie die Leitung der Abteilung Lehrerfortbildung im Zentrum für Fort- und Weiterbildung. 1999 gründete sie den „Arbeitskreis Orthographie und Textproduktion“ (AKOT) mit dem Ziel der Koordination verschiedener Forschungsvorhaben in den Gebieten Orthographie, Phonetik/Phonologie, Schriftspracherwerb, Textproduktion, Rechtschreibdidaktik, Mehrsprachigkeit. Sie war außerdem als Externe Expertin im Programm Sandwich Capacity Programme for Teacher Trainers and Facilitators in Primary Education / Literacy in Malawi der Organisation Internationale Weiterbildung und Entwicklung (InWENT) tätig und leitete im Auftrag der Landesstiftung Baden-Württemberg eine Multiplikatorinnen-Qualifizierung für Erzieherinnen, die eine Zusatzausbildung für die sprachliche Förderung von Vorschulkindern erhielten. Seit ihrer Pensionierung im Jahr 2012 ist sie assoziierte Professorin für Germanistik am Deutschen Seminar der Universität Freiburg.
In den Jahren 1983 bis 2011 leitete sie den Verein zur pädagogischen Förderung von Kindern aus Zuwandererfamilien, e.V., der in Osnabrück Migrantenkindern eine außerschulische sprachliche Förderung und ihren Familien Unterstützung in Fragen der Integration anbietet.
Seit 2014 erstellt sie in Kooperation mit Grundschullehrerinnen ein Lehrwerk für die Grundschule, das die Merkmale und Chancen der Silbenanalytischen Methode umsetzt („Die Kinder von Zirkus Palope“). Sein Ziel ist es, die Kinder von Schuleintritt an unter Berücksichtigung ihrer Möglichkeiten zur sprachlichen Analyse sukzessive auf die formale Seite der orthographischen Schrift aufmerksam zu machen. Dabei erkennen sie die dienende Funktion der Orthographie für das Verstehen (Lesen) von Texten und sie entdecken die Systematik der Schriftsprache als die Grammatik des Deutschen, deren Merkmale die Orthographie markiert. Dieses Wissen kann ihnen den unterrichtlich angestrebten Ausbau ihres sprachlichen Könnens sowohl für den schriftlichen als auch für den mündlichen Sprachgebrauch ermöglichen.

## Forschungsschwerpunkte
- Schriftspracherwerb im Deutschen für einsprachige und mehrsprachige Schüler und Schülerinnen
- Erstellung und Erprobung alternativer Unterrichtsmaterialien für spezifische Lerngruppen und Regelklassen (siehe hierzu: Silbenanalytische Methode)
- Kritik des Legastheniebegriffs

## Publikationen (Auswahl)
Monografien
- Die Leistungen der Kinder beim Lesen- und Schreibenlernen: Grundlagen der Silbenanalytischen Methode. Ein Arbeitsbuch mit Übungsaufgaben. Schneider Hohengehren; Auflage: 2Seit 2012 (1. Januar 2011). ISBN 3-8340-0618-1.
- Zus. mit Müller, Claudia: Der Aufbau von professionellem sprachlichem Wissen als Voraussetzung für eine kompetente Sprachförderung vorschulischer Kinder. Eine Expertise. Robert-Bosch-Stiftung Mai 2008.
- Röber-Siekmeyer, Christa; Noack, Christina; Dongus, Mareike; Eckert, Thomas: Zwischenbericht. Projekt: Entwicklung eines linguistisch orientierten Rechtschreibungskonzeptes für alemannisch sprechende HauptschülerInnen. Freiburg: PH Freiburg (Institut EW1) Februar 2002.
- Ein anderer Weg zur Groß- und Kleinschreibung. Leipzig, Düsseldorf, Stuttgart: Klett-Grundschulverlag 1999.
- Die Schriftsprache entdecken. Rechtschreiben im offenen Unterricht. Weinheim, Basel: Beltz 1997 (3. Aufl.).

Herausgeberschaften
- Röber, Christa / Olfert, Helena (Hrsg.): Schriftsprach- und Orthographieerwerb: Erstlesen, Erstschreiben. Bd. 2 der Reihe Deutschunterricht in Theorie und Praxis (DTP). Baltmannsweiler: Schneider Hohengehren 2015.
- Röber-Siekmeyer, Christa / Tophinke, Doris (Hrsg.): „Schrifterwerbskonzepte zwischen Sprachwissenschaft und Pädagogik“. Baltmannsweiler: Schneider Hohengehren 2002.
- Tophinke, Doris / Röber-Siekmeyer, Christa; (Hrsg.): Schärfungsschreibung im Fokus. Zur schriftlichen Repräsentation sprachlicher Strukturen im Spannungsfeld von Sprachwissenschaft und Didaktik. Baltmannsweiler: Schneider Hohengehren 2002.

Artikel in Fachzeitschriften und Herausgeberwerken
- Gesamtverzeichnis
- Sprachstrukturell bestimmter Anfangsunterricht. In: Grundschulunterricht, 6/1993, S. 4–7 [Signaturen: Zs Paed 168 (PH Freiburg)]
- Defizite bei Philipp – oder bei seinen LehrerInnen? In: Der Deutschunterricht, 2/1994, S. 54–55 (zusammen mit Utz Maas) „Thesen: Zum gegenwärtigen Stand der Orthographiedidaktik und ihren Perspektiven“. In: Deutsche Gesellschaft für Lesen und Schreiben (Hrsg.), Lesbar, 1/1994, S. 4–6
- DEN SCHBRIERIN NAS. Was lernen Kinder beim „Spontanschreiben“, was lernen sie nicht?, in: Weingarten, Rüdiger / Günther, Hartmut (Hrsg.): Schriftspracherwerb. Baltmannsweiler: Schneider Hohengehren 1998, S. 116–150 [Signatur: Deu N 560:56 (PH Freiburg)]
- Die Bedeutung der Schrift für die phonologische Analyse beim Zweitspracherwerb. In: Apeltauer, Ernst u. a. (Hrsg.): Erziehung für Babylon. Baltmannsweiler: Schneider Hohengehren 1998, S. 68–77 [Signaturen: Paed W 250:163 (PH Freiburg)]
- Die Ignorierung der Linguistik in der Theorie und Praxis des Schrifterwerbs. Zur Neubesinnung des Verhältnisses von Pädagogik und Phonetik/Phonologie. In: Zeitschrift für Pädagogik, 46 (2000) 5, S. 753–771 (mit Helmut Spiekermann)
- Der Mythos der Lauttreue. Für eine andere Präsentation der Schrift. In: Grundschule 6/2001, S. 40–42
- Prosodisch orientierte Untersuchungen zur Wahrnehmung von Schärfungswörtern von Kindern am Schriftanfang. In: Tophinke, Doris; Röber-Siekmeyer, Christa (Hrsg.): Schärfungsschreibung im Fokus. Baltmannsweiler: Schneider Hohengehren 2002. S. 106–143.
- Schrifterwerbskonzepte zwischen Pädagogik und Sprachwissenschaft – Versuch einer Standortbestimmung. In: Röber-Siekmeyer, Christa; Tophinke, Doris (Hrsg.): Schrifterwerbskonzepte zwischen Sprachwissenschaft und Pädagogik. Baltmannsweiler: Schneider Hohengehren 2002. S. 10–29.
- Fuchs, Mechtild; Röber-Siekmeyer, Christa: Elemente eines phonologisch bestimmten Konzepts für das Lesen- und Schreibenlernen: die musikalische Hervorhebung prosodischer Strukturen. In: Röber-Siekmeyer, Christa; Tophinke, Doris (Hrsg.): Schrifterwerbskonzepte zwischen Sprachwissenschaft und Pädagogik. Baltmannsweiler: Schneider Hohengehren 2002. S. 98–122.
- Die Entwicklung orthographischer Fähigkeiten im mehrsprachigen Kontext. In: Bredel, Ursula; Günther, Hartmut; Klotz, Peter; Ossner, Jakob; Siebert-Ott (Hrsg.): Didaktik der deutschen Sprache. Ein Handbuch. 1. Teilband. Paderborn, München, Wien, Zürich: Schöningh 2003. S. 392–404 (Unter Mitarbeit von Maike Bruns, Tatjana Mikhailopoulo und Mina Zinifi)
- Schrifterwerb. In: Knapp, Karlfried; Antos, Gerd; Becker-Mrotzek, Michael (Hrsg.): Angewandte Linguistik. Ein Lehrbuch. Tübingen, Basel: Francke 2004.
- Die Systematik der Orthographie als Basis von Analysen von Kinderschreibungen. Eine empirische Untersuchung zur Schreibung der i-Laute. In: Bredel, Ursula; Günther, Hartmut (Hrsg.): Orthographietheorie und Rechtschreibunterricht. Tübingen: Niemeyer 2006
- Die Schriftsprache ist gleichsam die Algebra der Sprache. Notwendigkeit und Möglichkeit eines systematischen Schrifterwerbs. In: Weinhold, Swantje (Hrsg.): Schriftspracherwerb empirisch. Konzepte, Diagnostik, Entwicklung. Baltmannsweiler: Hohengehren 2006. S. 6–43
- Schrift lehrt Sprechen. Die Heranführung von Deutschlernern an die Artikulation deutscher Wörter und Sätze durch die systematische Nutzung des orthographischen Markierungssystems im Deutschen. In: daf. Halbjahresschrift des Zentrums für die Didaktik der deutschen Sprache an der Universität Siena – Arezzo, 9–10/2007, S. 61–76.
- Crh. Röber „Was Schreiben mit Algebra zu tun hat“. In: Achilles und Pighin Vernäht und zugeflixt! Von Versprechern, Flüchen, Dialekten & Co. Dudenverlag, 2008
- Chr. Röber „Eine silbenanalytische Auswertung von Wortschreibungen und ihre Konsequenzen für den Schrifterwerb“. In: Renate Valtin / Bernhard Hofmann (Hrsg.) Kompetenzmodelle der Orthographie DGLS Berlin 2009
- Chr. Röber „Die Nutzung der orthographischen Informationen für das Lesen deutscher Wörter: Zur Problematik des Leseunterrichts in der Schule“. In: Madeline Lutjeharms / Claudia Schmidt (Hrsg.). Lesekompetenz in Erst-, Zweit- und Fremdsprache. Tübingen, Narr, 2010 S. 39–51
- Chr. Röber „Aufgaben für eine Lehrerbildung im Sinne des Aufbaus von literatem Wissen (literacy) durch den Schrifterwerb“. In: Johannes König / Bernhard Hofmann (Hrsg.) "Professionalität von Lehrkräften. DGLS Berlin 2010
- Chr. Röber „Ermittlung rechtschreiblicher Kompetenz“. In: U. Bredel und T. Reißig „Deutschunterricht in Theorie und Praxis (DTP)“, Band 5, S. 509–545, Schneider Verlag Hohengehren 2011
- Chr. Röber „Lieder für den Ausbau des sprachlichen Wissens in mehrsprachigen Klassen…“ (lang) In: I. Gawlitzek, B. Kümmerling-Meibauer: Mehrsprachigkeit und Kinderliteratur. Freiburg 2013
- Chr. Röber „Rechtschreiben durch Rechtlesen. Grundlagen für ein alternatives Konzept zum Schrifterwerb“. In: Christa Röber / Helena Olfert (Hrsg.). Schriftsprach- und Orthographieerwerb: Erstlesen, Erstschreiben. Schneider-Verlag Hohengehren. 2015, 163–226 (dort leicht gekürzt)
- Chr. Röber "Konzept einer widerspruchsfreien Lesedidaktik". In: Thilo Reißig / Iris Rautenberg (Hrsg.) Lesen. 2015
- Chr. Röber "Das Konzept Rechtschreiben durch Rechtlesen". Ein Beitrag zum Band „Schriftspracherwerb und Rechtschreibunterricht“ der Reihe „Beiträge zur Reform der Grundschule“des Grundschulverbands, 2016
- Chr. Röber "Rechtschreiben durch Rechtlesen. Grundlagen für ein alternatives Konzept zum Schrifterwerb". In: Christa Röber / Helena Olfert (Hrsg.). Schriftsprach- und Orthographieerwerb: Erstlesen, Erstschreiben. Schneider-Verlag Hohengehren. 2015, S. 163–226 (dort leicht gekürzt)
- Chr. Röber "Rechtschreiben durch Rechtlesen. Ein Weg zum verstehenden Lernen beim Schriftspracherwerb". In: Grundschule 6/2018
- Chr. Röber, Rafaela Häusle, Magdalena Berchtold: "Lernziel: verstehendes Lernen beim Schriftspracherwerb. Inklusion in der normalen Heterogenität der Grundschule". 2019
- Chr. Röber, Rafaela Häusle, Magdalena Berchtold: Erstklässler entdecken die Orthographie als Helferin für das Rechtlesen und Rechtschreiben. In: F&E. Forschungszeitschrift der PH Vorarlberg, 29/2019, S. 47–60